# Studiový hudebník

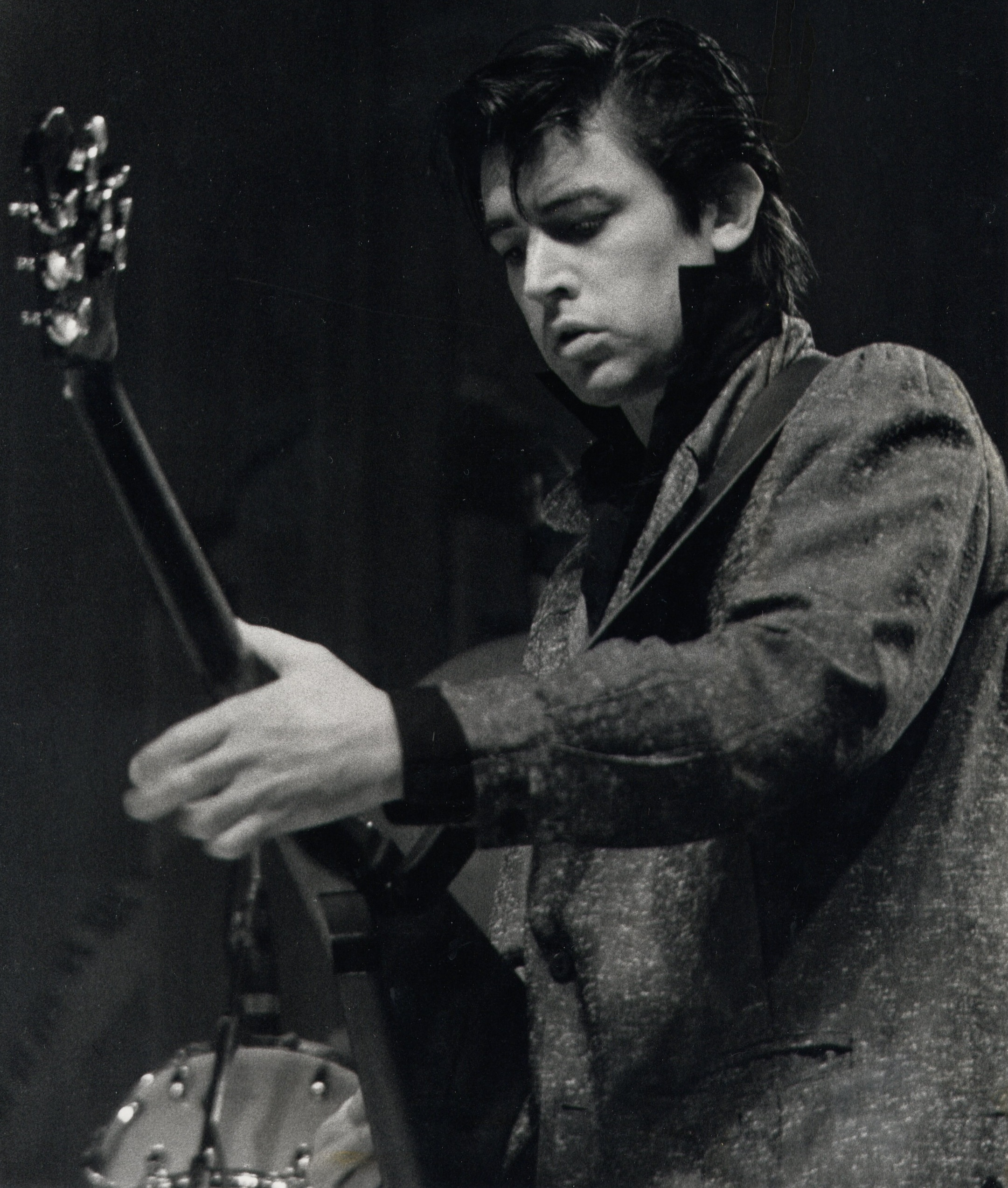
Chris Spedding, který svého času pracoval jako studiový hudebník

Studiový hudebník je hudebník, najatý za účelem nahrání nástrojových partů na album (případně singl), který není členem dané hudební skupiny. Často doprovází hudebníky na sólové dráze a zůstávají v pozadí. V některých případech vznikají celé skupiny studiových hudebníků, jako například The Wrecking Crew a The Funk Brothers. Studioví hudebníci by měli být schopni hrát v různých hudebních stylech a žánrech. Kromě hudebních alb a singlů mohou studioví hudebníci hrát také na reklamních znělkách či filmové hudbě. Mezi studiové hudebníky patří například Frank Ricotti, Chris Spedding a Hugh McCracken.